# Bruno Hürlimann
Bruno Hürlimann (* 4. Mai 1962 in Oberwil BL) ist ein ehemaliger Schweizer Radrennfahrer.

## Sportliche Laufbahn
Hürlimann war Strassenradsportler. Er gewann 1986 das Eintagesrennen um den Grand Prix Winterthur. 1987 wurde er Zweiter der Kaistenberg-Rundfahrt hinter Thomas Wegmüller und 1989 Dritter der Wartenberg-Rundfahrt. In der Tour de Romandie 1988 siegte er auf der 1. Etappe. 1987 wurde er Berufsfahrer im Radsportteam Fibok-Müller-Sidermec und blieb bis 1992 als Radprofi aktiv.
Den Giro d’Italia bestritt er dreimal. 1988 wurde er 28. der Gesamtwertung. 1987 und 1989 schied er jeweils aus.